# It’s Still Living
It’s Still Living – album koncertowy zespołu The Birthday Party nagrany w Astor Theatre w St. Kilda, Australia w styczniu 1982. Został wydany dopiero w 1985 roku, już po rozpadzie zespołu.
Powyższy koncert został także sfilmowany, ale nie jest do tej pory wydany. Realizacji dokonali Paul Goldman oraz Evan English.
Pierwsze wydanie tego albumu, w 1985, przez wydawnictwo Missing Link, będące własnością byłego menadżera zespołu Keitha Glassa, nie zostało zaaprobowane przez byłych członków zespołu.

## Lista utworów
1. „King Ink” – 5:06
2. „Zoo Music Girl” – 2:40
3. „The Dim Locator” – 2:45
4. „She’s Hit” – 5:47
5. „A Dead Song” – 2:22
6. „Pleasure Heads” – 2:32
7. „Junkyard” – 5:48
8. „Blast Off” – 2:05
9. „Release the Bats” – 2:35
10. „Nick the Stripper” – 3:50
11. „Big Jesus Trash Can” – 3:10
12. „Dead Joe” – 3:07

## Twórcy
- Nick Cave – śpiew
- Rowland S. Howard – gitara
- Mick Harvey – Organy, pianino, gitara, saksofon
- Tracy Pew – gitara basowa
- Phill Calvert – perkusja

- Realizator – Chris Thompson,
- Miksowanie – The Birthday Party, Tony Cohen